# (187789) 1998 UN31
1998 يو أن 31 (ويعرف أيضًا باسم (187789) 1998 يو أن 31 وفق تسمية الكوكب الصغير) (بالإنجليزية: 1998 UN31)‏ هو كويكب ضمن حزام الكويكبات؛ وترتيبه 187789 من حيث الاكتشاف.
اكتُشف هذا الجُرم الفلكي بواسطة برنامج شميدت للكويكبات في بكين في 22 أكتوبر 1998.

## وصلات خارجية
- (187789) 1998 UN31 في قاعدة بيانات مختبر الدفع النفاث لأجرام النظام الشمسي الصغيرة

- الاكتشاف · مخطط المدار ·  العناصر المدارية · المعلمات المادية

- (187789) 1998 UN31 على موقع ويكي سكاي: DSS2, SDSS, GALEX, IRAS, Hydrogen α, X-Ray, Astrophoto, Sky Map, Articles and images